# Trakeningken (Pillkallen)
Trakeningken, 1930 bis 1945 Ritterswalde, litauisch Trakininkai, ist ein verlassener Ort im Rajon Krasnosnamensk der russischen Oblast Kaliningrad.
Die Ortsstelle befindet sich zweieinhalb Kilometer südwestlich von Djatlowo (Neuweide).

## Geschichte

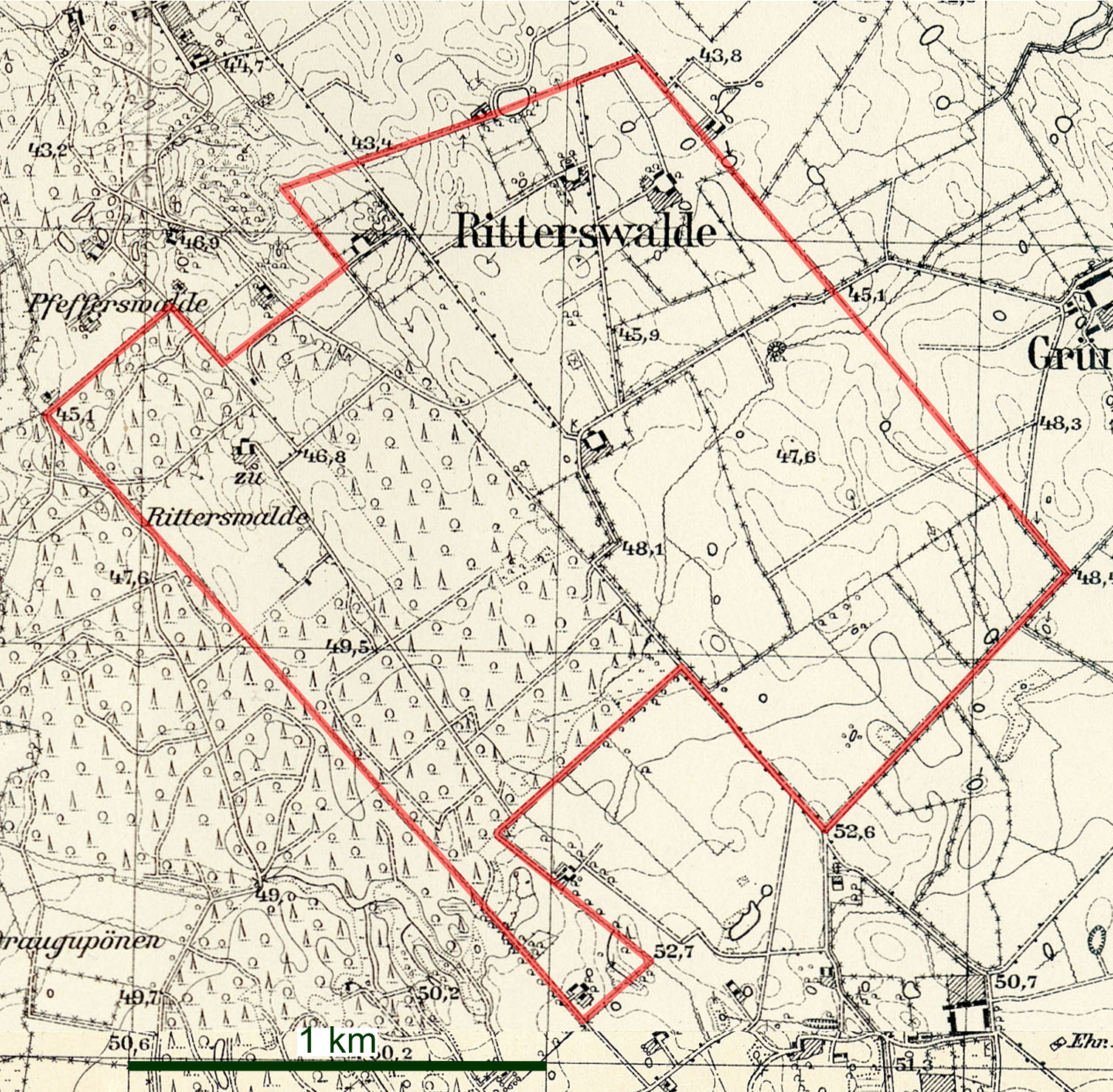
Die Gemeinde Ritterswalde auf einem Messtischblatt von 1936

Das Erbfreidorf Tra(c)keningken ist auf der Schrötterkarte von 1802 eingezeichnet. Um 1820 gab es dort sechs Erbfreihöfe mit 60 Bewohnern. 1863 wurde das Etablissement Ritterswalde in die Landgemeinde Trakeningken eingemeindet. 1874 wurde die Landgemeinde Trakeningken dem neu gebildeten Amtsbezirk Baltruschelen im Kreis Pillkallen zugeordnet. 1930 wurde Trakeningken in Ritterswalde umbenannt.
1945 kam der Ort in Folge des Zweiten Weltkrieges mit dem nördlichen Ostpreußen zur Sowjetunion. Einen russischen Namen bekam er nicht mehr.

### Einwohnerentwicklung
| Jahr | Einwohner | Bemerkungen                      |
| ---- | --------- | -------------------------------- |
| 1867 | 99        |                                  |
| 1871 | 93        | Davon im Waldhaus Ritterswalde 8 |
| 1885 | 42        | Davon in Ritterswalde 27         |
| 1905 | 55        | Davon in Ritterswalde 18         |
| 1910 | 53        |                                  |
| 1933 | 38        |                                  |
| 1939 | 35        |                                  |

## Kirche
Trakeningken/Ritterswalde gehörte zum evangelischen Kirchspiel Rautenberg.